# .mo
.mo為澳門特別行政區的國家及地區頂級域（ccTLD）域名。“.mo” 中的“o”字取自澳門英文拼法“Macao”。
澳門地區頂級域名註冊局是由澳門互聯網資訊中心（MONIC）提供運作。自1992年以來，澳門大學透過澳門互聯網資訊中心負責澳門地區頂級域名的管理及登記工作。
為了進一步推動有關服務的穩步發展，澳門特別行政區政府於2011年設置新的澳門互聯網資訊中心，並由HNET亞洲有限公司於同年3月12日起正式負責營運。
目前的情況來說，域名開放給本地商業及團體，一般市民不能註冊。

## 澳門特別行政區之互聯網域名註冊規則

### 第一條 一般要件
為註冊澳門特別行政區的互聯網域名—— .mo及.澳門（下稱域名），申請者必須為澳門特別行政區登記的法人或商業企業主，或為自由職業人士。

### 第二條 特別要件
1. 申請在.com.mo、.公司.mo或.公司.澳門下註冊域名的申請者，必須為在澳門特別行政區登記的商業企業主，或必須為自由職業人士。
2. 申請在.net.mo、.網絡.mo或.網絡.澳門下註冊域名的申請者，必須為獲適當發牌的澳門特別行政區互聯網服務提供者或公用電信服務提供者，或必須為獲授權管理澳門特別行政區互聯網資源者。
3. 申請在.org.mo、.組織.mo或.組織.澳門下註冊域名的申請者，必須為澳門特別行政區登記的社團組織。
4. 申請在.edu.mo、.教育.mo或.教育.澳門下註冊域名的申請者，必須為澳門特別行政區政府認可的本地教育機構或同等機構。
5. 申請在.gov.mo、.政府.mo或.政府.澳門下註冊域名的申請者，必須為澳門特別行政區公共實體。
6. 在不妨礙第一款至第四款規定的情況下，以及在特殊情況及具依據的請求下，澳門特別行政區公共實體可申請在第一款至第四款所指的域下申請註冊域名。
7. 按照商標或專利的名稱申請註冊域名的申請者，必須為澳門特別行政區登記的商標或專利之持有人。
8. 申請在.mo或.澳門下註冊第二層域名的申請者，必須符合第一款至第五款所述的其中一項要件。

## 域名註冊申請
目前可申請的二級域名：
- .mo、.澳門 – 商業機構用

目前可申請的三級域名：
- .com.mo、.公司.mo 、.公司.澳門 – 商業機構用

- .edu.mo、.教育.mo 、.教育.澳門 – 教育機構使用

- .gov.mo、.政府.mo、.政府.澳門 – 政府使用

- .net.mo、.網絡.mo、.網絡.澳門 – 網絡提供者使用

- .org.mo、.組織.mo、.組織.澳門 – 非牟利機構使用

## 外部連結
- IANA .mo whois information（页面存档备份，存于）